# Siphona livoricolor
Siphona livoricolor là một loài ruồi trong họ Tachinidae.